# Secret Files 3
Secret Files 3 è un'avventura grafica realizzata da Jörg Beilschmidt pubblicata il 13 settembre 2012, seguito di Secret Files 2: Puritas Cordis che a sua volta è il sequel di Secret Files: Il mistero di Tunguska.

## Trama
Già da Secret Files: Il mistero di Tunguska Max e Nina si rivelano essere innamorati, e finalmente nel terzo capitolo della saga annunciano il loro imminente matrimonio... ma fin dall'inizio gli eventi precipitano!
Max viene arrestato dalla polizia di Berlino, accusato di terrorismo. Ovviamente Nina cercherà di salvarlo, e questo sarà solo l'inizio della sua più grande avventura! scoprirà che tutto è connesso agli avvenimenti della sua primissima avventura a Tunguska e che le sorti dell'umanità dipendono da lei! Riuscirà a salvare Max o il destino è più importante della sua felicità?

## Interfaccia
È un gioco punta e clicca in terza persona, il giocatore muove Nina per la maggior parte del tempo. Gran parte degli enigmi del gioco sono relativi alla ricerca di oggetti che vanno a finire nell'inventario e che devono poi essere combinati tra loro e collocati nei punti opportuni.

## Realizzazione
Voci su un terzo capitolo si sono avute fin dalla pubblicazione del secondo capitolo nel caso in cui questo avesse successo. Nell'aprile 2010 le voci si sono fatte più insistenti e hanno trovato conferma con l'annuncio ufficiale nel giugno 2011, il mese successivo sono state pubblicate le prime immagini e ad agosto è stato diffuso via internet il trailer ufficiale.